# Rec. 709
Rec. 709，又称Rec.709、BT.709、ITU 709，是由ITU-R制定的高清电视的图像编码和信号特性的一个标准。
最新的版本是2015年发布的BT.709-6。BT.709-6对图像特征的定义是：具有16:9的（宽屏）长宽比，每幅图像有1080条有效线，每条线有1920个样本，以及一个正方形长宽比的像素。
该标准的第一个版本在1990年被CCIR批准为Rec.709（1989年还有CCIR Rec.XA/11 MOD F），其目标是建立一个全球的HDTV标准。在国际电联在1992年取代了CCIR后，1993年11月发布了BT.709-1 。在早期版本中，它们仍然留下了许多未解答的问题，比如显而易见的对全球HDTV标准缺乏共识。因此，一些早期的HDTV系统，如1125/60和1250/50，直到2002年的BT.709-5中仍然是标准的一部分。